# Конвой PQ 6
Конвой PQ 6 (англ. Convoy PQ 6) — арктичний конвой транспортних суден у кількості 8 одиниць (1 радянське, 4 британських, 1 норвезьке та 2 панамські), що у супроводженні союзних кораблів ескорту прямував з Ісландії до радянського порту Мурманськ. 8 грудня 1941 року конвой вийшов з Гваль-фіорду та без подій прибув до Архангельська 20 грудня 1941 року.

## Кораблі та судна конвою PQ 6

### Транспортні судна
| Назва               | Прапор          | Тоннаж (GRT) | Прим.                                            |
| ------------------- | --------------- | ------------ | ------------------------------------------------ |
| «Декабрист» (1903)  | СРСР            | 7 363        |                                                  |
| El Oceano (1925)    | Панама          | 6 767        |                                                  |
| Elona (1936)        | Велика Британія | 6 192        | судно командора конвою                           |
| Empire Mavis (1919) | Велика Британія | 5 704        | судно віце-командора конвою                      |
| Explorer (1935)     | Велика Британія | 6 235        |                                                  |
| Mirlo (1922)        | Норвегія        | 7 455        |                                                  |
| Mount Evans (1919)  | Панама          | 5 598        |                                                  |
| Zamalek (1921)      | Велика Британія | 1 567        | рятувальне судно конвою; повернулося до Ісландії |

### Кораблі ескорту
| Назва                         | Прапор                                  | Тип корабля                       | Прим.                                                                                    |
| ----------------------------- | --------------------------------------- | --------------------------------- | ---------------------------------------------------------------------------------------- |
| Ближній та океанський ескорти |                                         |                                   |                                                                                          |
| HMS Cape Argona (FY190)       | Військово-морські сили Великої Британії | протичовновий траулер             | 8–12 грудня                                                                              |
| «Еко»                         | Військово-морські сили Великої Британії | Ескадрений міноносець типу «E»    | 11–20 грудня                                                                             |
| «Единбург»                    | Військово-морські сили Великої Британії | легкий крейсер типу «Таун» (1936) | 11–20 грудня                                                                             |
| «Ескапейд»                    | Військово-морські сили Великої Британії | ескадрений міноносець типу «E»    | 11–20 грудня                                                                             |
| «Хазард»                      | Військово-морські сили Великої Британії | тральщик типу «Гальсіон»          | 19–20 грудня                                                                             |
| HMS Hugh Walpole (FY102)      | Військово-морські сили Великої Британії | військовий траулер                | 8–12 грудня                                                                              |
| «Леда»                        | Військово-морські сили Великої Британії | тральщик типу «Гальсіон»          | 19–20 грудня                                                                             |
| «Спіді»                       | Військово-морські сили Великої Британії | тральщик типу «Гальсіон»          | 17 грудня дістав пошкоджень унаслідок зіткнення з німецькими есмінцями; повернувся назад |
| HMS Stella Capella            | Військово-морські сили Великої Британії | протичовновий траулер             | 8–12 грудня                                                                              |